# Zizers
Zizers (rätoromanska Zezras eller Zir) är en ort och kommun i regionen Landquart i kantonen Graubünden, Schweiz. Kommunen har 3 589 invånare (2023).
Kommunen ligger i det historiska "landskapet" Vier Dörfer, sedermera kretsen Fünf Dörfer, på floden Rhens högra sida. Zizers var förr i tiden huvudort i Vier Dörfer, men har sedan länge överflyglats av intilliggande Igis (Landquart), med vilket bebyggelsen är sammanvuxen. 

## Språk
Det rätoromanska språket trängdes undan av tyska under senmedeltiden, främst genom inflyttning från lägre belägna delar av Rhendalen och området runt Bodensjön. 

## Religion
Zizers nåddes av reformationen 1614, men ungefär halva befolkningen höll fast vid katolicismen, och den fördelningen har förblivit fram till idag. 

## Näringsliv
Vinodling är av tradition en väsentlig del av det lokala näringslivet, men den spelar numera en mindre roll.
En stor del av de förvärvsarbetande pendlar till Landquart, eller till kantonshuvudstaden Chur, som ligger en dryg mil söderut, samtidigt som många pendlar in till Zizers, där på senare tid industrier etablerats.